# Celadón de Longquan
Celadón de Longquan (龍泉青磁) se refiere a un tipo de esmalte cerámico elaborado en China, y a la vez a la pieza esmaltada con el mismo, producida en los hornos de Longquan (龍泉) en la prefectura de Lishui en el suroeste de la provincia de Zhejiang. Junto con los de otras prefecturas el total de hornos descubiertos suman más de doscientos, por lo que el área de producción de celadón de Longquan es uno de los mayores centros históricos de la cerámica en toda China.
«La técnica de cocción tradicional de la cerámica celadón de Longquan» fue incluida en el año 2009 por la Unesco en la Lista Representativa del Patrimonio Cultural Inmaterial de la Humanidad.

La ciudad de Longquan, situada en la provincia costera de Zhejian, es renombrada por su cerámica celadón y la técnica de cocción tradicional que confiere a ésta su vidriado característico. Este vidriado, que se compone de arcilla dorada violácea y de una mezcla de feldespato calcinado, caliza, cuarzo y cenizas vegetales, se prepara con procedimientos que suelen transmitirse de generación en generación por maestros artesanos o de padres a hijos. El vidriado se aplica a recipientes de cerámica de gres cocidos y luego se recuece con arreglo a un ciclo de seis operaciones de cocción y enfriamiento en los que la precisión de las temperaturas es primordial, ya que cualquier insuficiencia o exceso en la cocción impide obtener el efecto deseado. Los artistas expertos en el arte de la cerámica celadón controlan minuciosamente cada etapa de su fabricación utilizando un termómetro y observando el color de la llama, que puede alcanzar temperaturas de hasta 1.310º C. El producto final es de dos clases: el celadón “hermano mayor” de acabado oscuro y con un efecto de agrietamiento; y el “hermano menor” de acabado grueso y color gris lavanda y verde ciruela. El color jade subyacente en la cerámica celadón fabricada por empresas familiares de Longquan hace que los objetos realizados con esta técnica sean apreciados como obras artísticas de calidad excepcional que pueden servir también para usos domésticos. La cerámica celadón es un símbolo del patrimonio cultural de los artesanos de Longquan y un motivo de orgullo para éstos, su ciudad y toda la nación. (UNESCO/BPI)

## Historia
La larga historia de la producción de celadón en Longquan y sitios relacionados, empezó en el período de las Cinco Dinastías (五代 907-960) y en la dinastía Song del Norte(北宋 960-1127) fue cuando su producción realmente comenzó a gran escala. Durante las Cinco dinastías, la mercancía mostró una variedad de formas y acabados con la característica del esmalte «Yuezhou» (岳州). En la época Song del Norte se produjo en Dayao (大窑) por sí solo mercancías en veinte y tres hornos. La mayor producción de cerámica ocurrió bajo los períodos de las dinastías  Song del Sur 南宋 (1127-1279), Yuan (元 1279-1368) y Ming (明 1368-1644).
La cerámica del tipo celadón de Longquan es una parte importante de la economía de exportación de la China desde hace más de quinientos años. A partir del siglo XX, académicos y aficionados nacionales y extranjeros han visitado los sitios de cocción. Entre los primeros investigadores modernos chinos que realizaron investigaciones sistemáticas se encuentra Chen Wanli en 1927 y 1934, según explica el celadón en Dayao alcanzó la perfección del jade con el trabajo de los hermanos ceramistas Zhang Shengyi y Zhang Schenger.

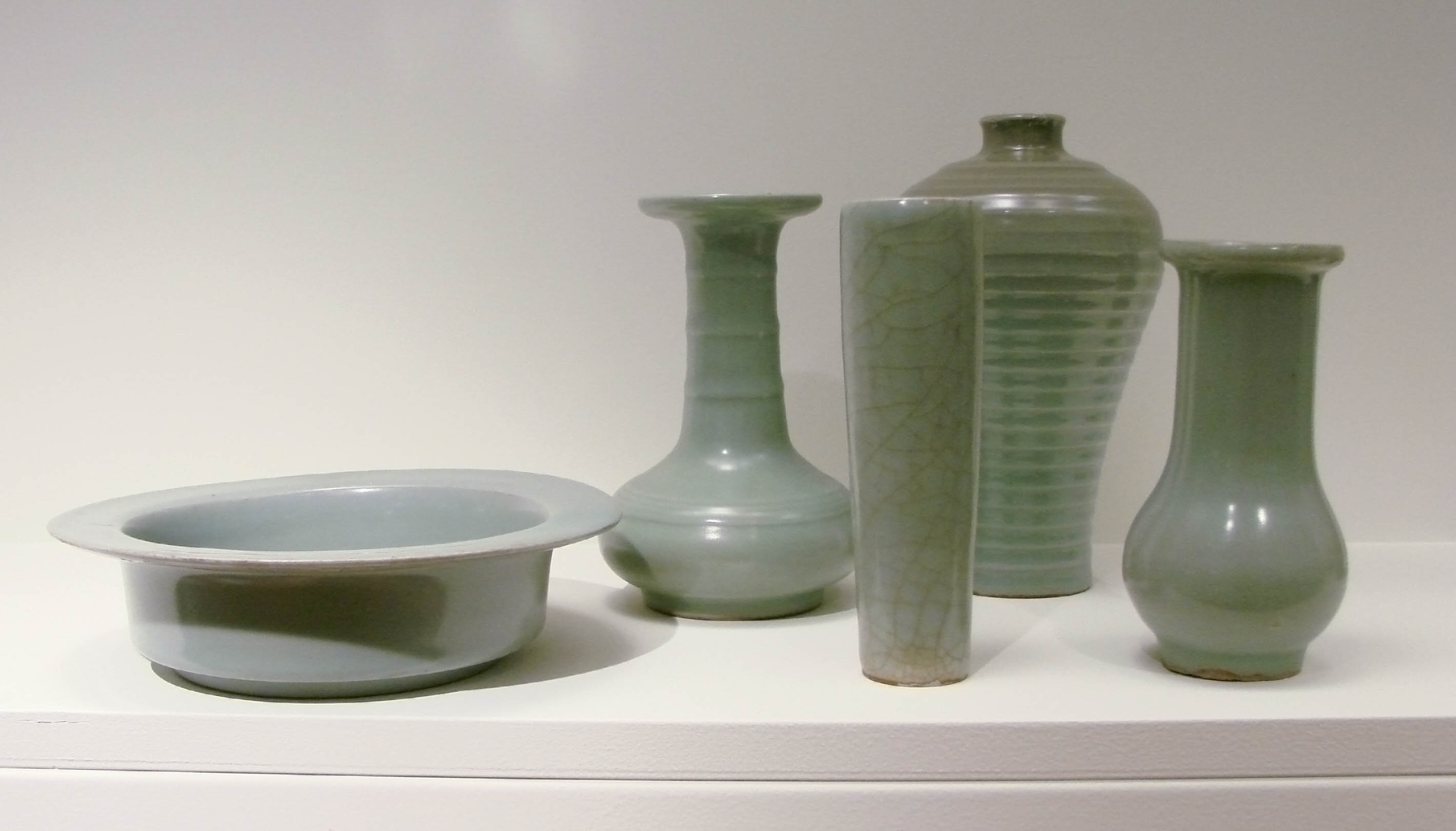
Celadón de Longquan, mercancía de Zhejiang,

En el período de la dinastía Song del Sur se empezó a mostrar una mayor variedad de formas y colores en el esmalte. Los coleccionistas han atesorado magníficos ejemplos con un esmalte azul que se ha denominado «kinutaseiji» (砧青瓷). Los coleccionistas chinos que han disfrutado de una mayor variedad de mercancías de Longquan los han descrito como «meizi ching» o «ciruela verde». Después de este período de Song del Sur, la cerámica celadón de Longquan experimentó una expansión de su producción con una disminución de la calidad, pero sus obras han seguido siendo imitadas en Jungdezhen y en Japón.
El descubrimiento de un barco hundido en las costa de Corea en 1976 ha contribuido al reconocimiento académico del celadón de Longquan. Se constató que el celadón de Song del Sur con un fino acabado había sido fabricado hasta bien entrado el período mongol de Yuan. Otro excelente ejemplo de pecio con porcelanas de la dinastía Song lo constituye el Nanhai I, que será pieza central en el Museo de la Ruta de la Seda Marítima.